# Дземброня (гора)
Дзембро́ня — одна з вершин хребта Чорногора (Українські Карпати).
Розташована у південно-східній частині хребта, між горами Піп Іван (на південному сході) та Менчул (на північному заході), на території Карпатського національного природного парку, на межі Івано-Франківської та Закарпатської областей.
Висота гори — 1877 м. Вершина має пірамідальну форму, у привершинній частині — кам'яні розсипища. Є давньольодовикові форми рельєфу. Гора складається з пісковиків. Вкрита переважно субальпійськими луками. Поширені чагарники і ялинові ліси (до висоти 1500–1600 м). На південних схилах гори розташоване урочище «Полонина Бальзатул» з витоками річки Бальзатул (права притока Білої Тиси). На західних схилах Дземброні чітко помітний льодовиковий кар, в якому бере початок річка Дземброня (ліва притока Чорного Черемошу).
Найближчий населений пункт — село Дземброня (Івано-Франківська область).

## Туристичні стежки
- — по червоному маркеру з г. Піп Іван (Чорна Гора). Час ходьби по маршруту ~ 2 г, ↓ ~ 2 г.
- — по синьому маркеру з с. Дземброня до пол. Смотрич через г. Смотрич або г. Вухатий Камінь, далі  — по жовтому маркеру до стовпця « Сідловина», далі  — по червоному маркеру . Час ходьби по маршруту 6 г, ↓ 5 г.
- — по червоному маркеру з г. Мунчел. Час ходьби по маршруту ~ 1 г, ↓ ~ 1 г.

## Фотографії

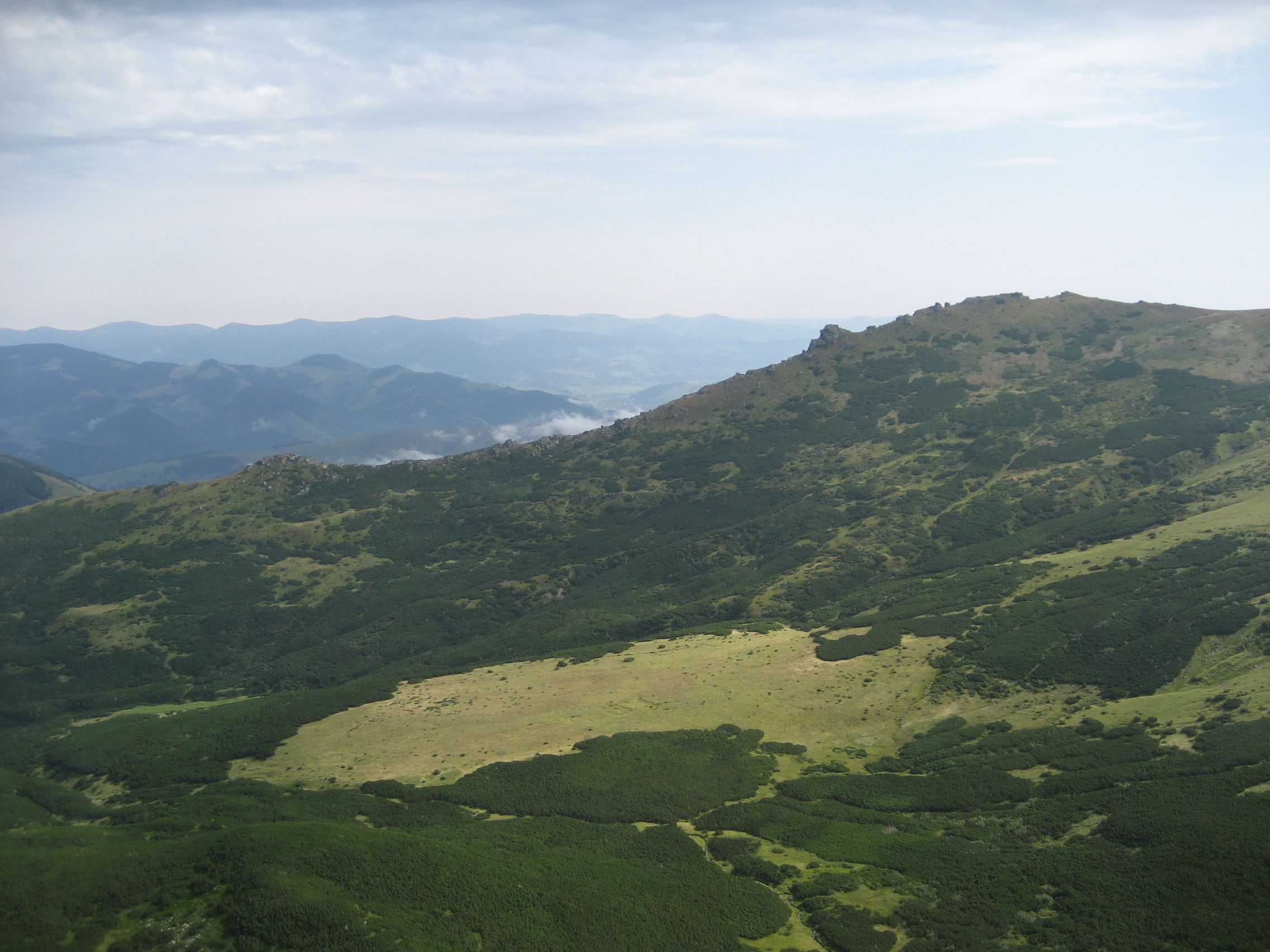
Вигляд із вершини Дземброні на гору Вухатий Камінь (1864 м), унизу — витоки річки Дремброні
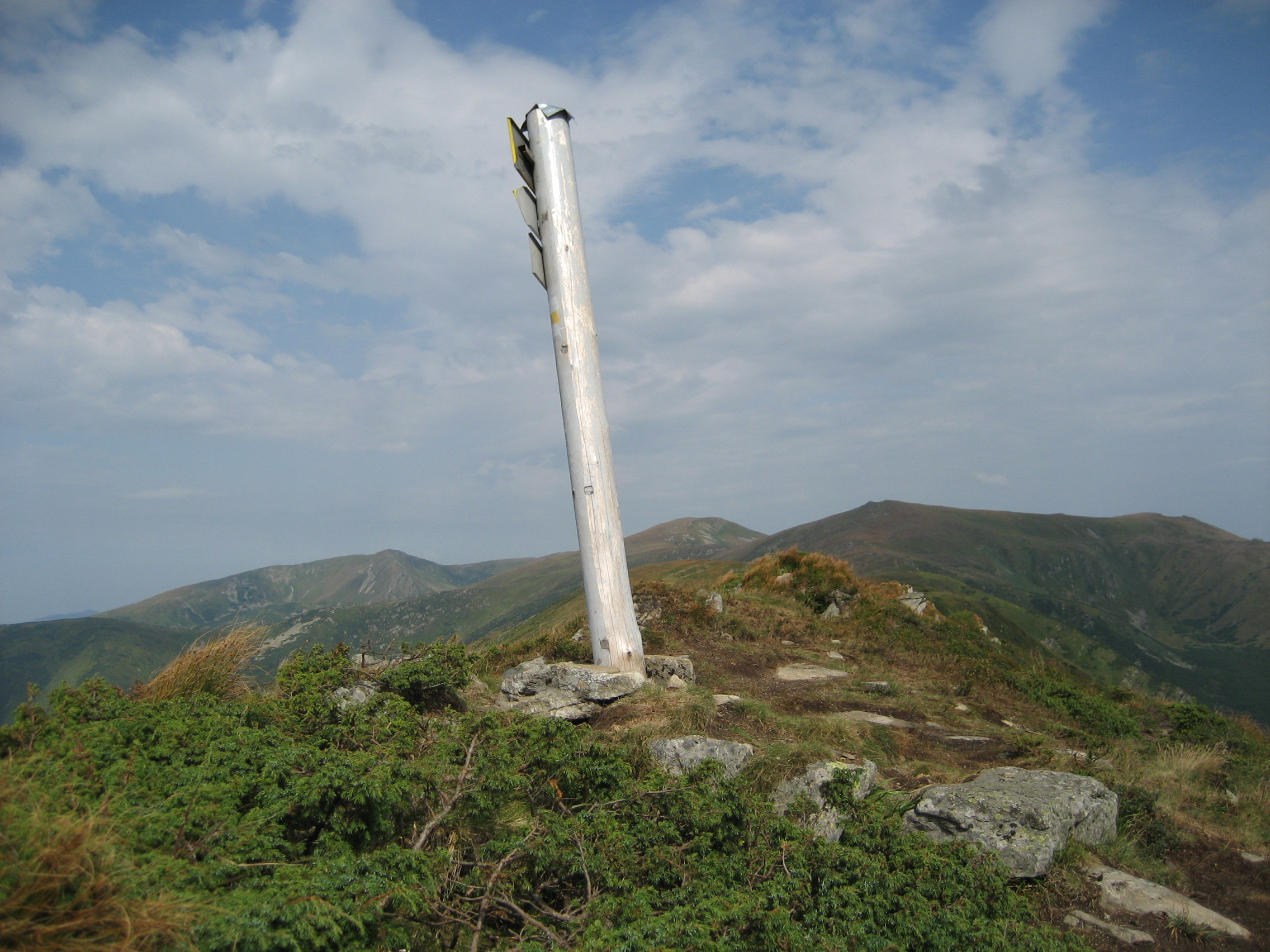
Інформаційний стовп на вершині Дземброні
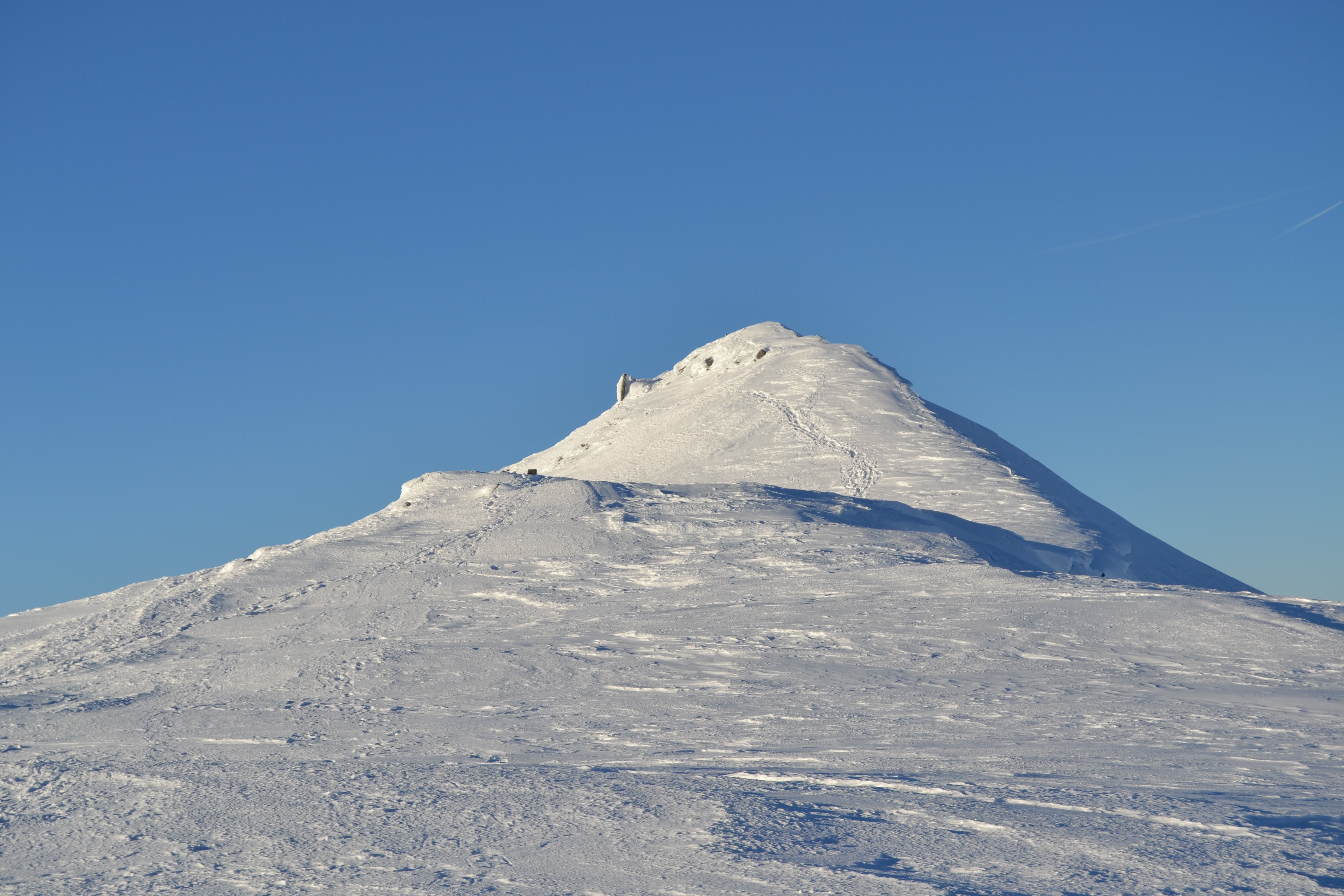
Вершина взимку
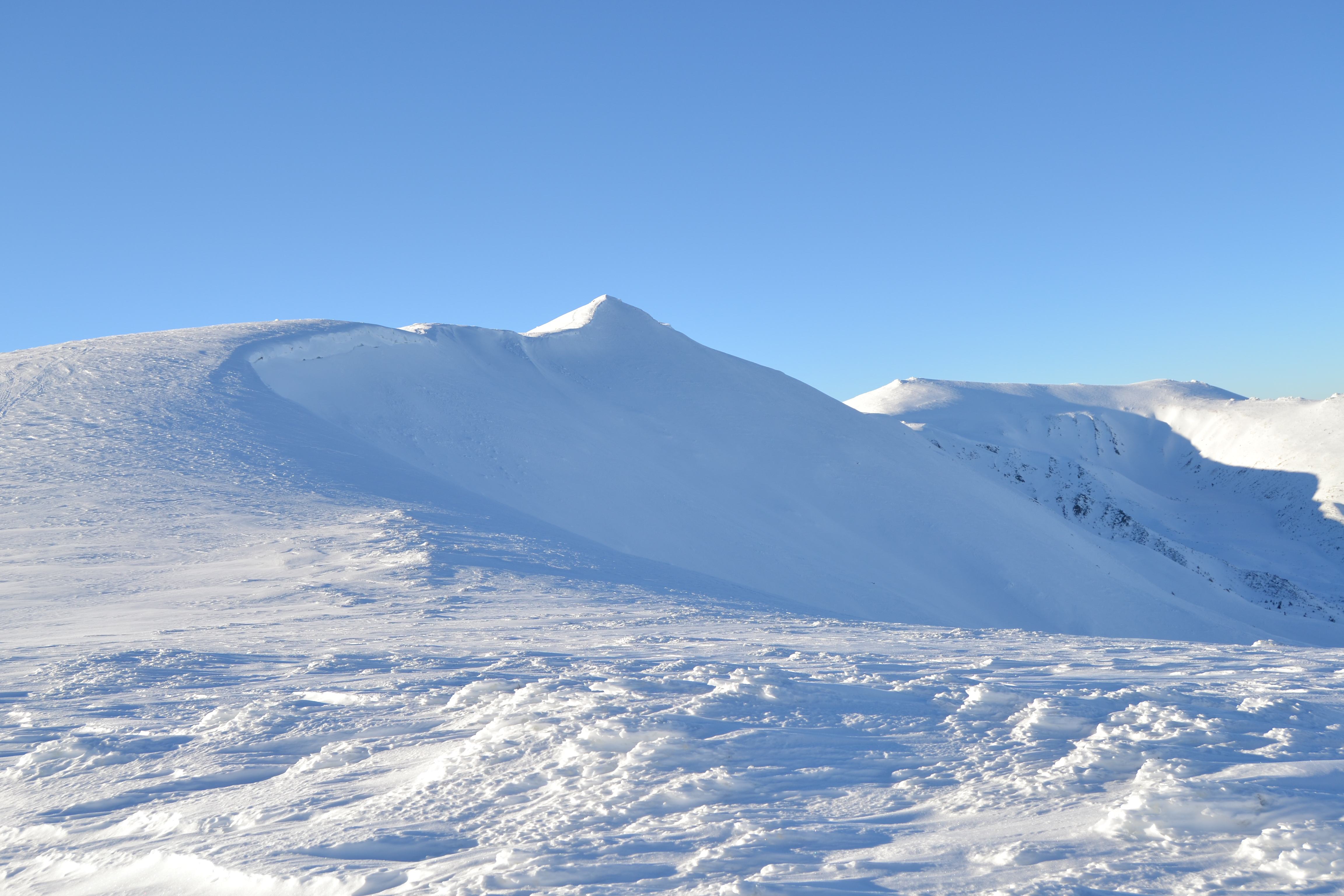
Дорогою до вершини